# Bursers Steinbrech
Bursers Steinbrech (Saxifraga burseriana) ist eine Pflanzenart aus der Gattung Steinbrech (Saxifraga) in der Familie der Steinbrechgewächse (Saxifragaceae).

## Beschreibung

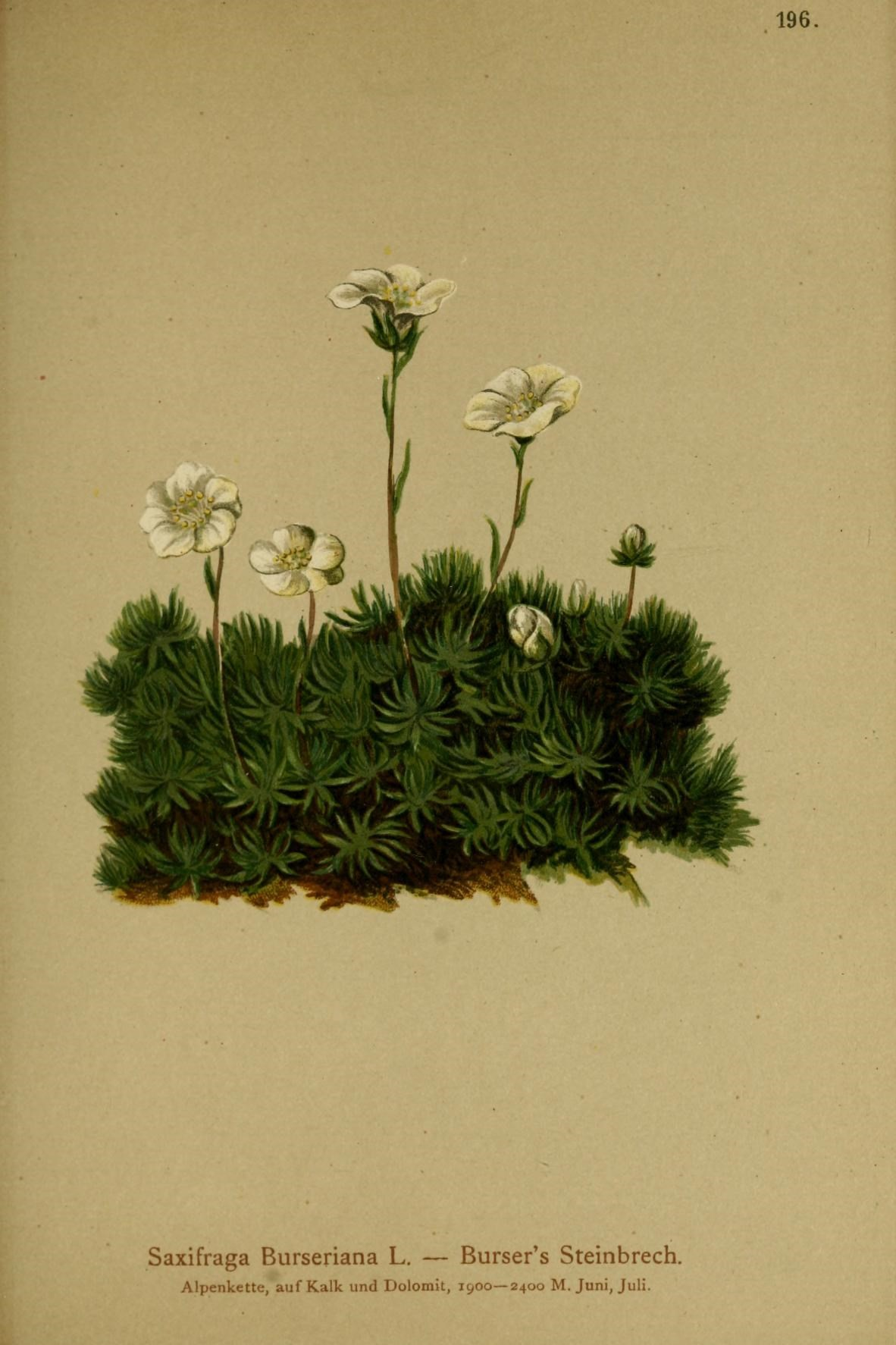
Illustration aus Atlas der Alpenflora

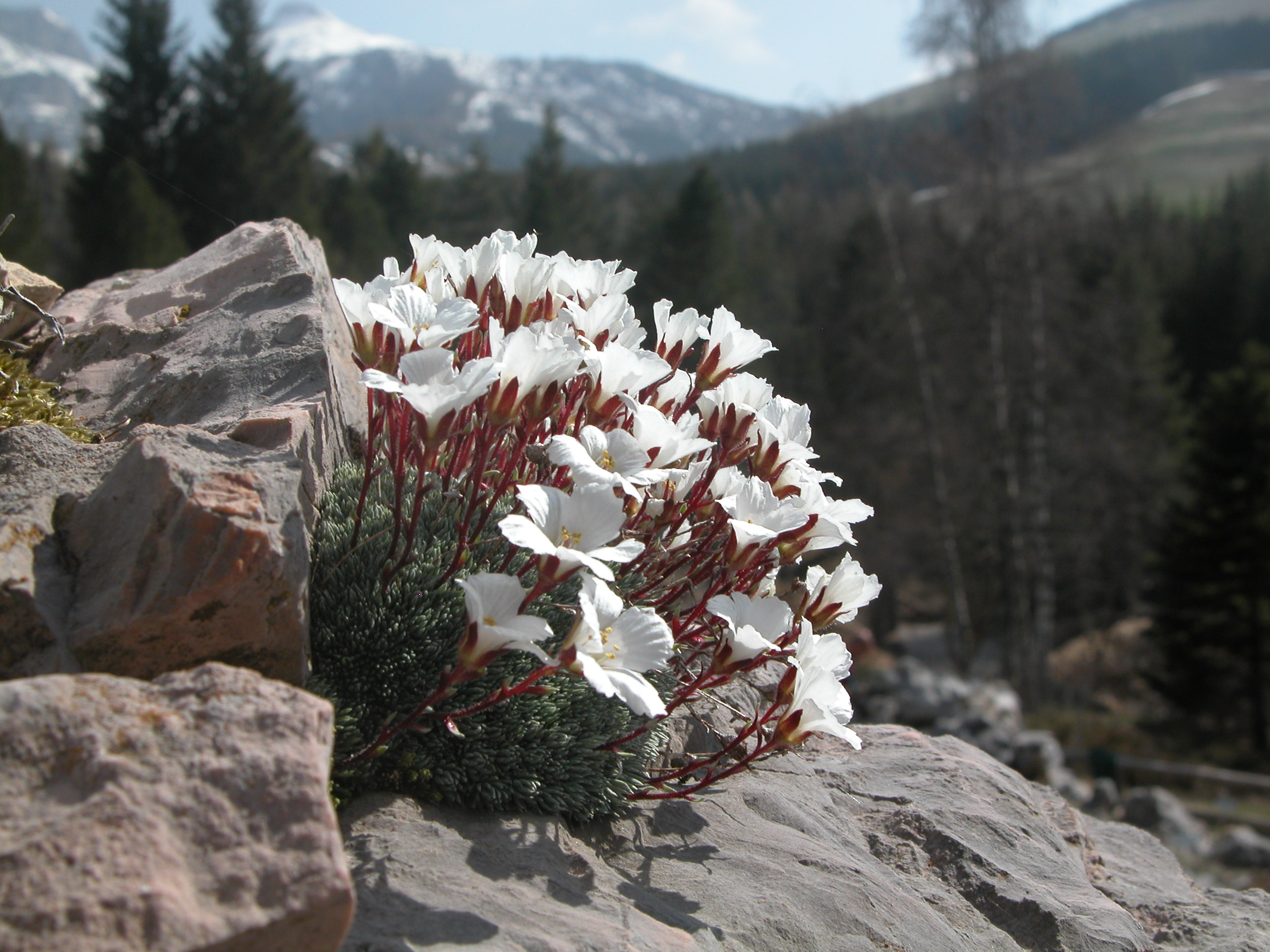
Habitus

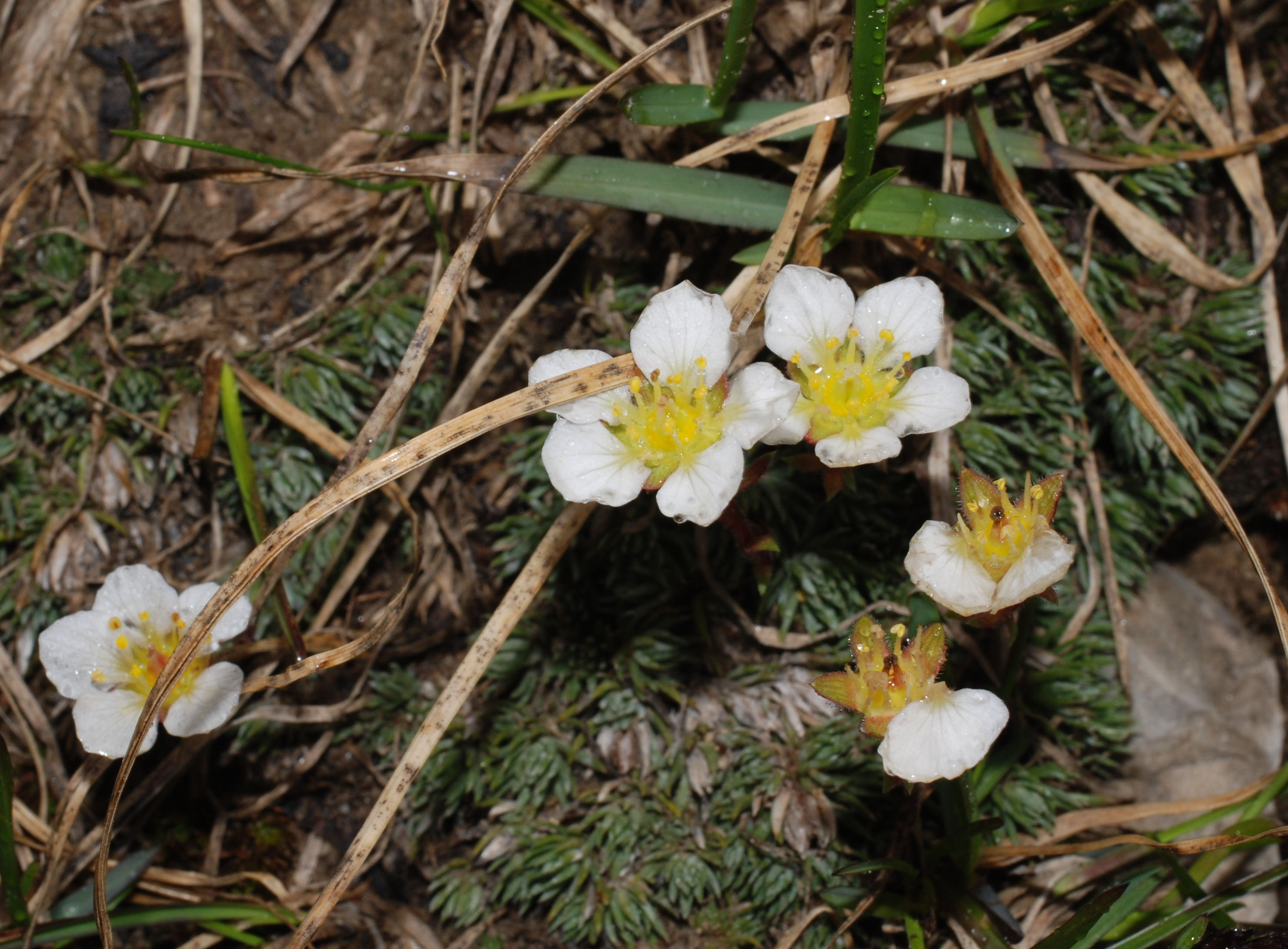
Bursers Steinbrech (Saxifraga burseriana) in Kärnten

### Vegetative Merkmale
Bursers Steinbrech ist eine ausdauernde krautige Pflanze, die Wuchshöhen von 3 bis 8 Zentimetern erreicht. Sie wächst in Rasen oder Polstern. Es sind viele nichtblühende, dicht dachziegelartig beblätterte Triebe vorhanden. Die hellgraugrün bis graublau gefärbten Laubblätter sind bei einer Länge von 6 bis 9 Millimetern linealisch-lanzettlich, scharf dreikantig und haben einen schmalen, knorpeligen Rand, sowie eine feine Stachelspitze. Sie sind am Grund bewimpert mit kurzen, steifen Haaren. Am Rand tragen sie 5 bis 7 Kalk ausscheidende Grübchen.

### Generative Merkmale
Die Blütezeit reicht von März bis Juni. Der Stängel ist aufrecht, rötlich, drüsig behaart und trägt nur eine Blüte. Die zwittrigen Blüten sind radiärsymmetrisch und fünfzählig mit doppelter Blütenhülle. Die 5 Kelchblätter sind 2,5 bis 4 Millimeter lang und damit nur ungefähr halb so lang wie die Kronblätter. Sie sind drüsig. Die fünf weißen Kronblätter sind bei einer Länge von 10 bis 15 Millimetern verkehrt-eiförmig mit gerundetem bis leicht gekerbtem oberen Ende und dunkleren Nerven. Die Staubblätter sind etwa so lang wie die Kelchblätter. Der Fruchtknoten ist fast ganz unterständig. Die Fruchtkapsel ist kugelig mit fast aufrechten Stylodin, die die Kelchzipfel überragen.
Die Chromosomenzahl beträgt 2n = 26.

## Vorkommen
Bursers Steinbrech hat Vorkommen in den Ländern Deutschland, Österreich, Italien und im früheren Jugoslawien.  In der Schweiz fehlt die Art. Er kommt in den Kalkalpen (in den östlichen von Oglio und Inn) ausschließlich auf kalkhaltigem Fels und Schutt in Höhenlagen von 1600 bis 2500 Metern, manchmal aber auch in Tallagen, vor. Er steigt am Wildseeloder bei Kitzbühel bis 2100 Meter und am Kleinen Watzmann bis 2200 Meter Meereshöhe auf.
Die Art ist in Deutschland gesetzlich geschützt.
Er ist in den Nordalpen eine Charakterart des Potentilletum caulescentis, in den Südostalpen des Potentilletum nitidae (Verband: Potentillion caulescentis).

## Ökologie
Die Blüten sind proterogyn und werden vorzugsweise von Bienen besucht. Auch Dipteren befliegen die Blüten, aber anscheinend mit wenig Erfolg.

## Botanische Geschichte
Bursers Steinbrech ist benannt nach dem Entdecker dieser Pflanzenart, Joachim Burser, einem Arzt und Botaniker in Annaberg in Sachsen. Burser bereiste 1620 einen Teil des Herzogtums Salzburg und entdeckte die Pflanze in den Radstädter Tauern. Seine Pflanzensammlung kam später nach Uppsala und wurde von Carl von Linné ausgewertet. Er gab dieser Pflanzenart auch den Namen und verewigte so den Entdecker.